# جابرييل كوريا
جابرييل كوريا (بالإسبانية: Gabi Correa)‏ (مواليد 13 يناير 1968) هو لاعب كرة قدم. يلعب مع منتخب الأوروغواي لكرة القدم. سبق له أن لعب في كأس العالم لكرة القدم مع منتخب بلاده.

## روابط خارجية
- جابرييل كوريا على موقع الاتحاد الدولي (مؤرشف)  (الإنجليزية)
- جابرييل كوريا على موقع قاعدة بيانات كرة القدم.إي يو (الإنجليزية)
- جابرييل كوريا على موقع ناشيونال فوتبول تيمز (الإنجليزية)
- جابرييل كوريا على موقع عالم كرة القدم.نت (الإنجليزية)